# 敷地利用権
敷地利用権（しきちりようけん）は、建物の区分所有等に関する法律（区分所有法）によって区分所有権の対象となる専有部分を有する一棟の建物において、当該建物が所在する土地及び区分所有者が建物並びに建物が所在する土地と一体として管理又は使用をする庭、通路その他の土地であって規約により建物の敷地とされた土地に関する権利であって、専有部分を所有するための権利である（b:建物の区分所有等に関する法律第2条）。敷地利用権の内容としては所有権や賃借権、地上権などがある。

## 分離処分の禁止
- 建物の区分所有等に関する法律は、この節では条数のみ記載する。

敷地利用権が数人の共有に係る権利である場合には、区分所有者は、規約に別段の定めがあるときを除いて、その有する専有部分とその専有部分に係る敷地利用権とを分離して処分することができない（分離処分の禁止、22条）。また、区分所有者が数個の専有部分を所有するときは、各専有部分に係る敷地利用権の割合は原則として、その有する専有部分の床面積の割合による（22条第2項）が、規約で別段の定めをすることも可能である（14条第4項）。

## 敷地権
- 不動産登記法は、この節では条数のみ記載する。

敷地利用権の分離処分の禁止は、登記されることで第三者に対抗することができる。なお、不動産登記法上、登記された敷地利用権であって分離処分が禁止されるものは敷地権と呼ばれる（44条第1項第9号）。
敷地権の登記により（敷地権の目的である土地については職権で登記される。46条）、専有部分の登記記録の表題部に「敷地権の目的である土地」が記録され、また、敷地権の目的である土地の登記記録の権利部には「敷地権である旨」が記録される。また、敷地権の登記がされると、以降の所有権または担保権（一般先取特権、質権、抵当権）に関する登記については原則として、専有部分の登記記録にのみ記録がされる。これは敷地権の目的である土地の敷地権についてされた登記としての効力も持つ（73条）。